# Kania Nowa
Kania Nowa (kiedyś Kania Niemiecka)– wieś sołecka w Polsce położona w województwie mazowieckim, w powiecie legionowskim, w gminie Serock.
Mieszkańcy wyznania rzymskokatolickiego należą do parafii Narodzenia NMP w Popowie Kościelnym.
W latach 1975–1998 miejscowość administracyjnie należała do województwa warszawskiego.
Na terenie wsi, przy ul. Serockiej, znajduje się nieczynny cmentarz ewangelicki.